# The Walking Dead (franchise)

Logo della serie

The Walking Dead è un media franchise post-apocalittico statunitense, basato sull'omonimo fumetto creato da Robert Kirkman, Tony Moore e Charlie Adlard.

## Fumetto
The Walking Dead è una serie a fumetti survival horror statunitense a cadenza mensile pubblicata dalla Image Comics a partire dall'ottobre 2003, creata da Robert Kirkman e illustrata da Tony Moore per i primi 6 numeri e da Charlie Adlard per i successivi. Tratta delle vicissitudini di un gruppo di persone che cercano di salvarsi da un'invasione di zombie, che ha portato al crollo delle istituzioni centrali e alla fine della civiltà così come la conosciamo.
La serie si è conclusa negli Stati Uniti il 3 luglio 2019 con il numero 193. In Italia, la pubblicazione dell'ultimo albo, il numero 70, è avvenuto il 29 ottobre 2020.

## Serie televisive
| Serie                                     | Stagioni | Episodi | Trasmissione/pubblicazione originale | Trasmissione/pubblicazione originale | Rete/servizio originale | Showrunner                         | Stato           |
| Serie                                     | Stagioni | Episodi | Season première                      | Season finale                        | Rete/servizio originale | Showrunner                         | Stato           |
| ----------------------------------------- | -------- | ------- | ------------------------------------ | ------------------------------------ | ----------------------- | ---------------------------------- | --------------- |
| The Walking Dead                          | 1        | 6       | 31 ottobre 2010                      | 5 dicembre 2010                      | AMC                     | Frank Darabont                     | Distribuita     |
| The Walking Dead                          | 2        | 13      | 16 ottobre 2011                      | 18 marzo 2012                        | AMC                     | Glen Mazzara                       | Distribuita     |
| The Walking Dead                          | 3        | 16      | 14 ottobre 2012                      | 31 marzo 2013                        | AMC                     | Glen Mazzara                       | Distribuita     |
| The Walking Dead                          | 4        | 16      | 13 ottobre 2013                      | 30 marzo 2014                        | AMC                     | Scott M. Gimple                    | Distribuita     |
| The Walking Dead                          | 5        | 16      | 12 ottobre 2014                      | 29 marzo 2015                        | AMC                     | Scott M. Gimple                    | Distribuita     |
| The Walking Dead                          | 6        | 16      | 11 ottobre 2015                      | 3 aprile 2016                        | AMC                     | Scott M. Gimple                    | Distribuita     |
| The Walking Dead                          | 7        | 16      | 23 ottobre 2016                      | 2 aprile 2017                        | AMC                     | Scott M. Gimple                    | Distribuita     |
| The Walking Dead                          | 8        | 16      | 22 ottobre 2017                      | 15 aprile 2018                       | AMC                     | Scott M. Gimple                    | Distribuita     |
| The Walking Dead                          | 9        | 16      | 7 ottobre 2018                       | 31 marzo 2019                        | AMC                     | Angela Kang                        | Distribuita     |
| The Walking Dead                          | 10       | 22      | 6 ottobre 2019                       | 4 aprile 2021                        | AMC                     | Angela Kang                        | Distribuita     |
| The Walking Dead                          | 11       | 24      | 22 agosto 2021                       | 20 novembre 2022                     | AMC                     | Angela Kang                        | Distribuita     |
| Fear the Walking Dead                     | 1        | 6       | 23 agosto 2015                       | 4 ottobre 2017                       | AMC                     | Dave Erickson                      | Distribuita     |
| Fear the Walking Dead                     | 2        | 15      | 10 aprile 2016                       | 2 ottobre 2017                       | AMC                     | Dave Erickson                      | Distribuita     |
| Fear the Walking Dead                     | 3        | 16      | 4 giugno 2017                        | 15 ottobre 2017                      | AMC                     | Dave Erickson                      | Distribuita     |
| Fear the Walking Dead                     | 4        | 16      | 15 aprile 2018                       | 30 settembre 2018                    | AMC                     | Andrew Chambliss e Ian B. Goldberg | Distribuita     |
| Fear the Walking Dead                     | 5        | 16      | 2 giugno 2019                        | 29 settembre 2019                    | AMC                     | Andrew Chambliss e Ian B. Goldberg | Distribuita     |
| Fear the Walking Dead                     | 6        | 16      | 11 ottobre 2020                      | 13 giugno 2021                       | AMC                     | Andrew Chambliss e Ian B. Goldberg | Distribuita     |
| Fear the Walking Dead                     | 7        | 16      | 17 ottobre 2021                      | 5 giugno 2022                        | AMC                     | Andrew Chambliss e Ian B. Goldberg | Distribuita     |
| Fear the Walking Dead                     | 8        | 12      | 14 maggio 2023                       | 19 novembre 2023                     | AMC                     | Andrew Chambliss e Ian B. Goldberg | Distribuita     |
| The Walking Dead: World Beyond            | 1        | 10      | 4 ottobre 2020                       | 29 novembre 2020                     | AMC                     | Matthew Negrete                    | Distribuita     |
| The Walking Dead: World Beyond            | 2        | 10      | 3 ottobre 2021                       | 5 dicembre 2021                      | AMC                     | Matthew Negrete                    | Distribuita     |
| Tales of the Walking Dead                 | 1        | 6       | 14 agosto 2022                       | 18 settembre 2022                    | AMC                     | Channing Powell                    | Distribuita     |
| The Walking Dead: Daryl Dixon             | 1        | 6       | 10 settembre 2023                    | 15 ottobre 2023                      | AMC                     | David Zabel                        | Distribuita     |
| The Walking Dead: Daryl Dixon             | 2        | 6       | 29 settembre 2024                    | 3 novembre 2024                      | AMC                     | David Zabel                        | Distribuita     |
| The Walking Dead: Daryl Dixon             | 3        | 7       | 7 settembre 2025                     | TBA                                  | AMC                     | David Zabel                        | Post-produzione |
| The Walking Dead: Dead City               | 1        | 6       | 18 giugno 2023                       | 23 luglio 2023                       | AMC                     | Eli Jorné                          | Distribuita     |
| The Walking Dead: Dead City               | 2        | 8       | 4 maggio 2025                        | 22 giugno 2025                       | AMC                     | Eli Jorné                          | Distribuita     |
| The Walking Dead: The Ones Who Live       | 1        | 6       | 25 febbraio 2024                     | 31 marzo 2024                        | AMC                     | Scott M. Gimple                    | Distribuita     |
| More Tales from the Walking Dead Universe | 1        | 6       | TBA                                  | TBA                                  | AMC                     | Scott M. Gimple                    | In sviluppo     |

### The Walking Dead
Rick Grimes è un vice sceriffo vittima di un incidente durante uno scontro a fuoco con dei fuorilegge: colpito alla schiena, va in coma, lasciando tra le lacrime la moglie Lori e il figlio Carl. Il risveglio, poco tempo dopo, è traumatico: l'ospedale è distrutto ed è pieno di cadaveri. Rick non ci metterà molto a capire la situazione: il "virus", che sembrava essere controllato prima del suo incidente, ha preso piede.

### Fear the Walking Dead
Ambientata inizialmente a Los Angeles, la serie segue le vicende di una famiglia allargata che comprende la consulente scolastica Madison Clark, il fidanzato e insegnante Travis Manawa, il figlio tossicodipendente Nick, la figlia ambiziosa Alicia, l'ex moglie di Travis, Liza con il figlio Chris e la famiglia di Daniel Salazar emigrata da El Salvador, con la moglie Griselda e la figlia Ofelia alle prese con la caduta della civiltà a causa dell'inizio dell'apocalisse zombie.

### The Walking Dead: World Beyond
La serie, ambientata in Nebraska dieci anni dopo l'apocalisse, ha come protagonisti due giovani ragazze e si concentra sulla "prima generazione a raggiungere l'età adulta nell'apocalisse come la conosciamo". Alcuni diventeranno eroi. Alcuni diventeranno cattivi. Alla fine, tutti saranno cambiati per sempre. Cresciuti e cementati nelle loro identità, sia buoni che cattivi.

### Tales of the Walking Dead
È la quarta serie dell'universo di The Walking Dead, e racconta in ogni episodio la storia di un personaggio del franchise. Ha debuttato su AMC il 14 agosto 2022.

### The Walking Dead: Daryl Dixon
Il 9 settembre 2020 è stata annunciata una serie televisiva creata da Angela Kang e Scott M. Gimple, incentrata sui personaggi di Daryl e Carol, interpretati rispettivamente da Norman Reedus e Melissa McBride. In seguito, Kang ha lasciato il progetto, così come McBride nell'aprile 2022. Nell'ottobre 2022 è stato reso noto il titolo della serie, Daryl Dixon.

### The Walking Dead: Dead City
Nel marzo 2022, AMC ha annunciato una serie televisiva, intitolata Isle of the Dead, con protagonisti Jeffrey Dean Morgan e Lauren Cohan, che riprenderanno i ruoli della serie madre. La prima stagione verrà distribuita nel corso del 2023. Il 25 agosto 2022, il titolo della serie è stato cambiato in The Walking Dead: Dead City.

### The Walking Dead: The Ones Who Live
Nel luglio 2022 è stata annunciata una miniserie televisiva, composta da sei episodi, incentrata sui personaggi di Rick Grimes e Michonne, interpretati rispettivamente da Andrew Lincoln e Danai Gurira. La miniserie si svolge tra gli eventi successivi al quinto episodio della nona stagione, "Cosa c'è dopo" e il tredicesimo della decima stagione "Cosa siamo diventati".

### More Tales from the Walking Dead Universe
Nell'aprile 2023 è stato annunciato lo spin-off di Tales of the Walking Dead, intitolato More Tales from the Walking Dead Universe.

## Film

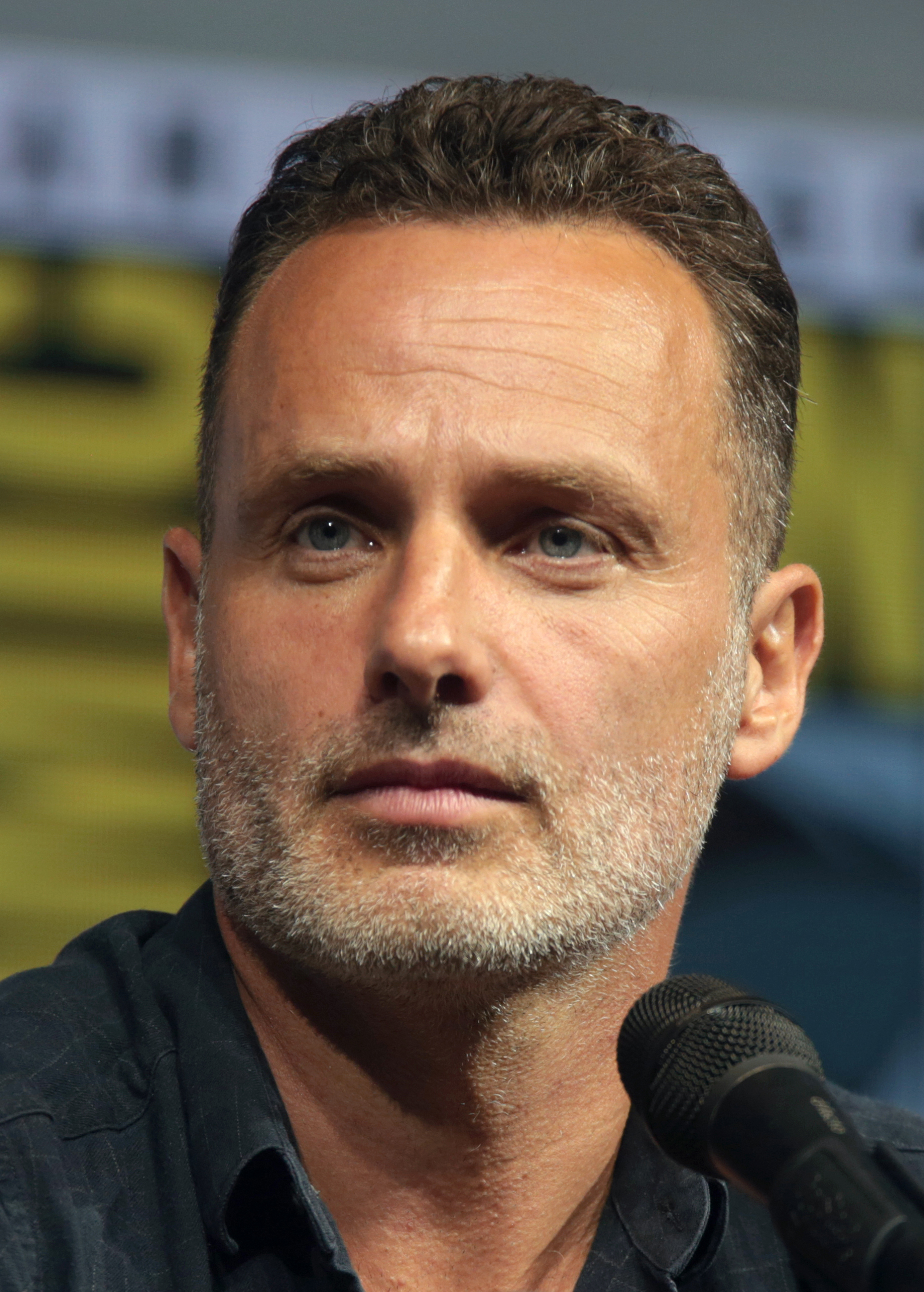
Andrew Lincoln interpreta il protagonista Rick Grimes

Nel novembre 2018 Scott M. Gimple ha annunciato la realizzazione di tre film su The Walking Dead, con Andrew Lincoln nel ruolo di Rick Grimes. Le pellicole si concentreranno sugli eventi che seguono la sua uscita dalla serie televisiva.
Nel luglio 2019 è stato reso noto che i film sarebbero usciti nelle sale cinematografiche, anzìche in televisione. Nello stesso mese la Universal Pictures ha acquisito i diritti di distribuzione dei film.
Il progetto è stato abbandonato nel luglio 2022.

## Videogiochi
Nel 2012 è stato pubblicato un videogioco a episodi intitolato The Walking Dead, sviluppato da Telltale Games, mentre l'anno successivo è uscito The Walking Dead: Survival Instinct, sviluppato da Terminal Reality.

## Romanzi
Nel corso degli anni sono stati pubblicati diversi romanzi ambientati nell'universo di The Walking Dead, tra cui The Walking Dead - L'ascesa del Governatore.

## Accoglienza

### Ascolti
| Serie                               | Stagione | Episodi | Trasmissione / pubblicazione originale | Trasmissione / pubblicazione originale | Trasmissione / pubblicazione finale | Trasmissione / pubblicazione finale | Telespettatori medi (milioni) |
| Serie                               | Stagione | Episodi | Season première                        | Telespettatori (milioni)               | Season finale                       | Telespettatori (milioni)            | Telespettatori medi (milioni) |
| ----------------------------------- | -------- | ------- | -------------------------------------- | -------------------------------------- | ----------------------------------- | ----------------------------------- | ----------------------------- |
| The Walking Dead                    | 1        | 6       | 31 ottobre 2010                        | 5.35                                   | 5 dicembre 2010                     | 5.97                                | 5.24                          |
| The Walking Dead                    | 2        | 13      | 16 ottobre 2011                        | 7.26                                   | 18 marzo 2012                       | 8.99                                | 6.90                          |
| The Walking Dead                    | 3        | 16      | 14 ottobre 2012                        | 10.87                                  | 31 marzo 2013                       | 12.40                               | 10.75                         |
| The Walking Dead                    | 4        | 16      | 13 ottobre 2013                        | 16.11                                  | 30 marzo 2014                       | 15.68                               | 13.33                         |
| The Walking Dead                    | 5        | 16      | 12 ottobre 2014                        | 17.30                                  | 29 marzo 2015                       | 15.78                               | 14.38                         |
| The Walking Dead                    | 6        | 16      | 11 ottobre 2015                        | 14.63                                  | 3 aprile 2016                       | 14.19                               | 13.15                         |
| The Walking Dead                    | 7        | 16      | 23 ottobre 2016                        | 17.03                                  | 2 aprile 2017                       | 11.31                               | 11.35                         |
| The Walking Dead                    | 8        | 16      | 22 ottobre 2017                        | 11.44                                  | 15 aprile 2018                      | 7.92                                | 7.82                          |
| The Walking Dead                    | 9        | 16      | 7 ottobre 2018                         | 6.08                                   | 31 marzo 2019                       | 5.02                                | 4.95                          |
| The Walking Dead                    | 10       | 22      | 6 ottobre 2019                         | 4.00                                   | 4 aprile 2021                       | 2.12                                | 3.04                          |
| The Walking Dead                    | 11       | 24      | 22 agosto 2021                         | 2.22                                   | 20 novembre 2022                    | 2.27                                | 1.69                          |
| Fear the Walking Dead               | 1        | 6       | 23 agosto 2015                         | 10.13                                  | 4 ottobre 2015                      | 6.86                                | 7.61                          |
| Fear the Walking Dead               | 2        | 15      | 10 aprile 2016                         | 6.67                                   | 2 ottobre 2016                      | 3.05                                | 4.19                          |
| Fear the Walking Dead               | 3        | 16      | 4 giugno 2017                          | 3.11                                   | 15 ottobre 2017                     | 2.23                                | 2.36                          |
| Fear the Walking Dead               | 4        | 16      | 15 aprile 2018                         | 4.09                                   | 30 settembre 2018                   | 2.13                                | 2.27                          |
| Fear the Walking Dead               | 5        | 16      | 2 giugno 2019                          | 1.97                                   | 29 settembre 2019                   | 1.51                                | 1.51                          |
| Fear the Walking Dead               | 6        | 16      | 11 ottobre 2020                        | 1.59                                   | 13 giugno 2021                      | 1.05                                | 1.18                          |
| Fear the Walking Dead               | 7        | 16      | 17 ottobre 2021                        | 1.09                                   | 5 giugno 2022                       | 0.71                                | 0.82                          |
| Fear the Walking Dead               | 8        | 16      | 14 maggio 2023                         | 0.56                                   | 19 novembre 2023                    | 0.44                                | [ 72 ]                        |
| The Walking Dead: World Beyond      | 1        | 10      | 4 ottobre 2020                         | 1.595                                  | 29 novembre 2020                    | 0.618                               | 0.881                         |
| The Walking Dead: World Beyond      | 2        | 10      | 3 ottobre 2021                         | 0.753                                  | 5 dicembre 2021                     | 0.428                               | 0.584                         |
| Tales of the Walking Dead           | 1        | 6       | 14 agosto 2022                         | 0.572                                  | 18 settembre 2022                   | 0.378                               | 0.437                         |
| Dead City                           | 1        | 6       | 18 giugno 2023                         | 0.704                                  | 23 luglio 2023                      | 0.618                               | 0.685                         |
| The Walking Dead: Daryl Dixon       | 1        | 6       | 10 settembre 2023                      | 0.631                                  | 15 ottobre 2023                     | 0.688                               | 0.647                         |
| The Walking Dead: Daryl Dixon       | 2        | 6       | 29 settembre 2024                      | 0.576                                  | 3 novembre 2024                     | 0.476                               |                               |
| The Walking Dead: The Ones Who Live | 1        | 6       | 25 febbraio 2024                       | 0.896                                  | 31 marzo 2024                       | 0.852                               | 0.871                         |

### Critica
| Serie                          | Stagione | Rotten Tomatoes    | Metacritic       |
| ------------------------------ | -------- | ------------------ | ---------------- |
| The Walking Dead               | 1        | 87% (100 critiche) | 82 (25 critiche) |
| The Walking Dead               | 2        | 80% (203 critiche) | 80 (22 critiche) |
| The Walking Dead               | 3        | 88% (327 critiche) | 82 (19 critiche) |
| The Walking Dead               | 4        | 81% (316 critiche) | 75 (16 critiche) |
| The Walking Dead               | 5        | 90% (374 critiche) | 80 (11 critiche) |
| The Walking Dead               | 6        | 76% (512 critiche) | 79 (10 critiche) |
| The Walking Dead               | 7        | 66% (620 critiche) | N.D.             |
| The Walking Dead               | 8        | 65% (447 critiche) | N.D.             |
| The Walking Dead               | 9        | 89% (364 critiche) | 72 (4 critiche)  |
| The Walking Dead               | 10       | 77% (392 critiche) | N.D.             |
| The Walking Dead               | 11       | 81% (224 critiche) | N.D.             |
| Fear the Walking Dead          | 1        | 76% (206 critiche) | 66 (33 critiche) |
| Fear the Walking Dead          | 2        | 70% (223 critiche) | 54 (12 critiche) |
| Fear the Walking Dead          | 3        | 84% (110 critiche) | N.D.             |
| Fear the Walking Dead          | 4        | 80% (164 critiche) | N.D.             |
| Fear the Walking Dead          | 5        | 55% (211 critiche) | N.D.             |
| Fear the Walking Dead          | 6        | 89% (9 critiche)   | N.D.             |
| Fear the Walking Dead          | 8        | 60% (5 critiche)   | N.D.             |
| The Walking Dead: World Beyond | 1        | 46% (24 critiche)  | 48 (10 critiche) |
| Tales of the Walking Dead      | 1        | 74% (29 critiche)  | 60 (8 critiche)  |
| Dead City                      | 1        | 86% (30 critiche)  | 59 (8 critiche)  |

## Altri media
A Thorpe Park, un parco divertimenti situato nei pressi di Chertsey, in Inghilterra, è stata inaugurata una montagna russa a tema The Walking Dead.